# Nuit d'Espagne
Pour plus de détails, voir Fiche technique et Distribution.
Nuit d'Espagne est un film dramatique américain réalisé en 1931 par Henry de La Falaise. Il s’agit de la version française de Transgression, l’actrice Adrienne D'Ambricourt figurant dans les deux longs-métrages.

## Distribution
- Jeanne Helbling : Elsie Maury
- Rose Dione : Paula Vrain
- Geymond Vital : Le marquis de Lupa
- Jean Delmour : Robert Maury
- Marcelle Corday :
- Adrienne D'Ambricourt : Julie